# Élisabeth Guibert
Pour les articles homonymes, voir Guibert.
Élisabeth Guibert, née le 31 mars 1725 à Versailles et morte en 1788, est une écrivaine française.

## Biographie
Élisabeth Guibert est l’autrice de plusieurs pièces traitant de sujets conventionnels ou inspirés par des thèmes classiques. Elle a également publié, outre son théâtre, beaucoup de poésies exaltant les vertus d’une existence simple et déplorant l’infidélité, dans l’Almanach des Muses de 1766, 1767, 1768 et 1769.
Elle recevait une pension de Louis XV. Fortunée Briquet a écrit d’elle dans son Dictionnaire des femmes de l’Ancienne France que ses ouvrages étaient « marqués au coin de la facilité et de l’esprit ».

## Œuvres
- Le Sommeil d'Amynthe, Paris, Veuve Duchesne, 1768
- Les Filles à marier, comédie en un acte, en vers, Paris, Veuve Duchesne, 1768
- Les Philéniens ou le Patriotisme, Paris, Lesclapart, 1775
- Pensées détachées, s.l. [Bruxelles], 1770
- Poésies et œuvres diverses, Amsterdam, 1764[1].Cet ouvrage contient La Coquette corrigée, tragédie contre les femmes, 1764, Le Rendez-vous, comédie en un acte et en vers, des épîtres, des poèmes, des vers de société, etc.

## Sources
1. ↑  Élisabeth Guibert, Poësies, et oeuvres diverses, Amsterdam, 1764 (lire en ligne)

- Nicolas-Toussaint des Essarts, Les Siècles littéraires de la France ou Nouveau dictionnaire, historique, critique, et bibliographique, de tous les écrivains français, morts et vivans, jusqu’à la fin du XVIIIe siècle, Paris, Firmin-Didot, 1803, p. 369-70.
- Ferdinand Hoefer, Nouvelle Biographie générale, t. xxii, Paris, Firmin-Didot, 1862, p. 1015-6.
- Joseph-Marie Quérard, La France littéraire, ou Dictionnaire bibliographique des savants, historiens et gens de lettres, Paris Firmin Didot, 1829, p. 522.